# 白咖啡

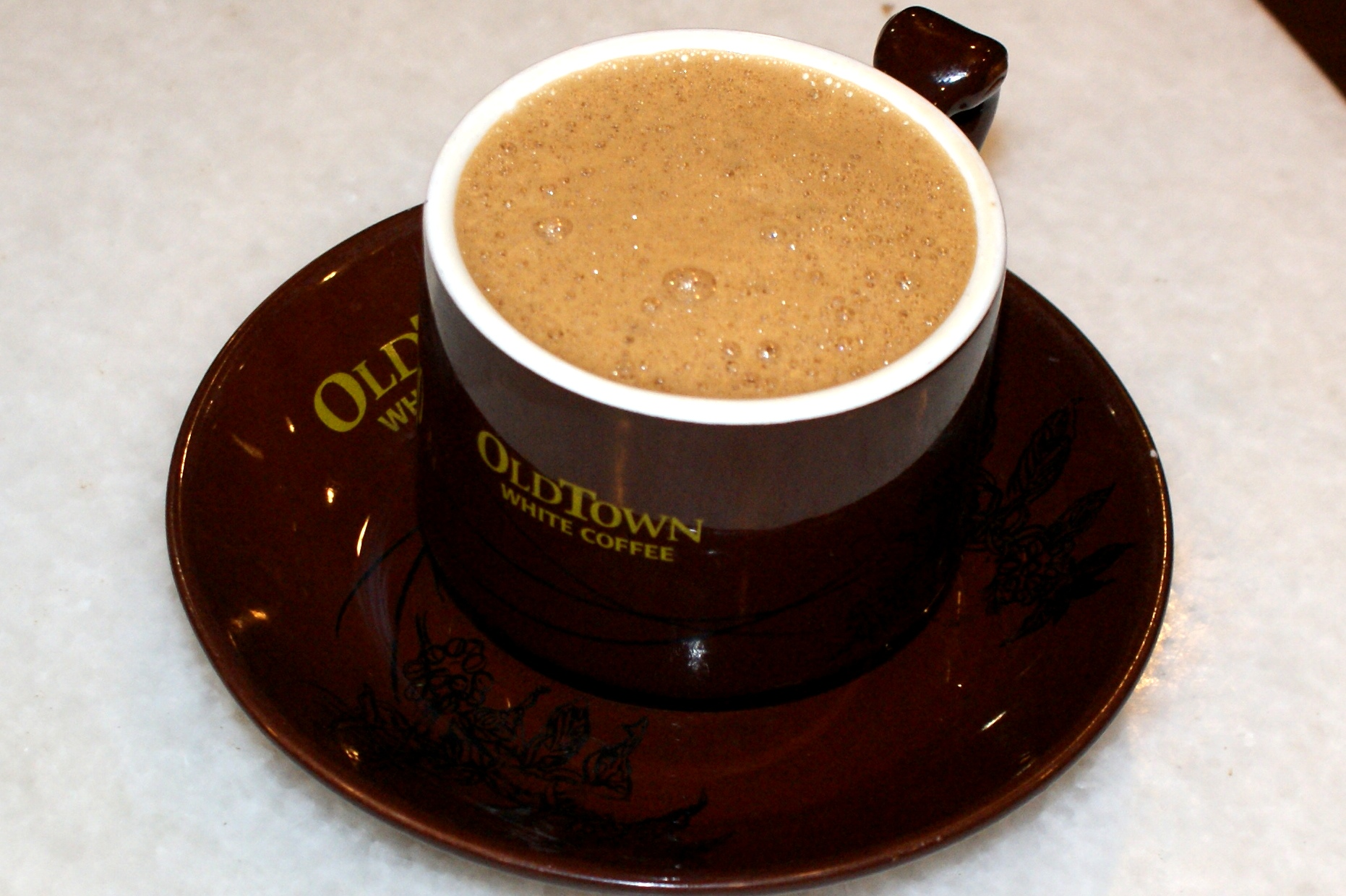
一杯白咖啡

白咖啡（英語：Ipoh white coffee），是源于馬來西亞霹靂州怡保的咖啡飲品。

## 歷史
白咖啡源於英國統治馬來半島的英屬馬來亞時期，當時英國僱用當地人做管家及傭人，英國雇主想喝沒有加奶的咖啡時，便叫傭人送上「黑咖啡」，當要喝加奶的咖啡時，便叫傭人送上「白咖啡」。當時有一位叫曹運廷的當地華人，人稱「白叔」，在怡保為英國人家庭當管家，但後來因為爆發二次大戰，英國人遷離馬來西亞，他便失業了。曹運廷便在怡保推木頭車擺賣咖啡維生，他為了迎合當地人的口味，於是在炒咖啡豆時加入焦糖一起炒，使炒出來的咖啡豆有與別不同的風味，而沖調時再加入糖和煉乳，並以「白咖啡」為名售賣，輾轉便成為當地的地道咖啡飲料。白咖啡是馬來西亞的主要出口產品。

## 外部連結
中天新聞：馬來西亞「白咖啡」進軍台灣 挑戰美國、義大利獨霸 （页面存档备份，存于）